# Вільям Зінссер
Вільям Зінссер  (англ. William Knowlton Zinsser, 7 жовтня 1922 — 12 травня 2015)  — американський письменник, редактор, літературознавець і педагог. Свою кар'єру розпочинав як журналіст «New York Herald Tribune», де працював автором, редактором драматичних фільмів та кінокритиком.
За своє життя неодноразово публікувався в провідних журналах США. Написав книгу «On Writing Well: The Classic Guide to Writing Nonfiction» (укр. «Текст пекс шмекс»), яка наразі вважається однією із канонічних для всіх, хто має відношення до літературної, редакторської чи іншої авторської діяльності.

## Біографія
Вільям народився у Нью-Йорку. Його батько приїхав до Нью-Йорка з Німеччини в 1849 році. Зінссер навчався в школі «Buckley Country Day School», Академії Дірфілд та закінчив Прінстонський університет.
1946—1959 рр. — «New York Herald Tribune», працював художнім літератором, драматичним редактором, кінокритиком, автором редакційних статей.
Одружився з вихователькою та істориком Каролін Фрейзер Зінссер у 1954 році, з якою в них є двох дітей (Джон — художник і вчитель, Емі — власниця бізнесу). Має чотирьох онуків.
1959—1970 рр. — був незалежним автором статей та колонок для журналів («Life», «Saturday Evening Mail», «Vzglyad», «Horizon», «New York Times», «Illustrated Sports», та ін.). Написав близько семи книг на тему подорожей, гумору, критики.
У 1963—1964 рр. — розважальний критик на телевізійній програмі NBC «Sunday».
1970—1979 рр. — викладач наукової літератури та гумористичного письма Єльського університету; магістр Бранфордського коледжу; редактор журналу «Yale Alumni». Автор книги «How to write well» (1976), роману «The Paradise Bit».
1976 р. — радник з питань листування в школах, коледжах, корпораціях та урядових установах США.
1979—1987 — виконавчий редактор «Book-of-the-Month Club».
1987 — позаштатний автор для журналів («The New Yorker», «The Atlantic», «Town & Country», «Travel Holiday»).
В 90-х роках виступав в нью-йоркських клубах як джаз-піаніст, поєднуючи музику з основною роботою.
2010—2011 рр. — веде щотижневий блог «Zinsser on Friday», присвячений мистецтву і масовій культурі.
Помер 12 травня 2015 року, у віці 92 років, в Ніанті, штат Коннектикут, де він до останніх днів жив зі своєю родиною.

## Факти
Зінссер має ряд почесних наукових відзнак, зокрема Коледжу Роллінс, Уесліанського університету, Університету Південної Індіани.
Воював у лавах армії США в Другій світовій війні, в Північній Африці та Італії (1943—1945). Мав звання сержанта.
За релігією протестант.
Протягом життя написав близько двох десятків книг, зокрема бестселер «Текст-пекс-шмекс. Магія переконливих текстів», котрий було перекладено та опубліковано українською мовою видавництвом «Наш Формат» в 2018 році. У книзі автор ділиться універсальними принципами, які допомагають створити будь-який текст: від короткого поста у Facebook до наукової статті.
Зінссер закликав письменників-мемуарів вірити у власну унікальність та визначив успіх як «робити те, що ви хочете робити і робити це добре».
Вільям Зінссер інтерв'ював Вуді Аллена в 1963 році. Пізніше, в 1980 році, після випадкової зустрічі, Аллен запропонував Зінссерові зіграти епізодичну роль протестанта в фільмі «Stardust Memories».

## Переклад українською
- Вільям Зінссер. Текст пекс шмекс / пер. Дмитро Кожедуб. - К.: Наш Формат, 2018. - с. 288. - ISBN 978-617-7552-59-7.